# Когда мы были на войне…
Когда мы были на войне,

Когда мы были на войне,

Там каждый думал о своей

Любимой или о жене.

И я бы тоже думать мог,

И я бы тоже думать мог,

Когда на трубочку глядел,

На голубой её дымок.
«Когда мы были на войне…» (авторское название «Песенка гусара») — стихотворение Давида Самойлова, вошедшее в его сборник стихов 1981—1985 гг. «Голоса за холмами». Было положено на музыку Виктором Столяровым, который прочитал его в журнале «Огонёк». Песня получила популярность под видом старинной казачьей.

## Сюжет
Текст стихотворения, стилизованный под народную песню, представляет собой внутренний монолог бойца-кавалериста, в заголовке названного гусаром, хотя ничто в тексте на его принадлежность к конкретному виду конницы не указывает, нет в нём и точных исторических маркеров. Во время перекура, за показным равнодушием, он скрывает сильную душевную боль, связанную с изменой любимой. Он ищет гибели в бою, ожидает её, как избавления от этого страдания.

## Особенности поэтики
Поэт Станислав Минаков, анализируя стихотворение, обращает внимание, что единственное слово, которое автор употребляет в уменьшительно-ласкательной форме — это «трубочка», на которую ощущающий себя брошенным и находящийся в экстремальных условиях войны лирический герой переносит всю свою нежность (в казачьих вариантах к трубочке также нередко присоединяется «табачок»). Минаков указывает на родство этой детали с архетипическим образом казака «що проміняв жінку на тютюн та люльку» и на целый ряд стихотворных и песенных текстов, где курение играет подобную роль, от знаменитой песни времён Великой Отечественной войны «Давай закурим» до ГУЛАГовского «Окурочка» Юза Алешковского.
Критик также указывает на другие особенности авторского монолога, некоторые из которых были утеряны в народных вариациях. В частности, это последние строки стихотворения:
Я только верной пули жду,

Что утолит мою печаль

И пресечет мою вражду.
 — словосочетание «моя вражда» Минаков охарактеризовал, как психологически точный авторский неологизм, говорящий о том, что враждебность испытывает только лирический герой, а не забывшая его подруга, и это, во многом, его вражда с самим собой — его внутренний разлад. Строчка «Утолит мою печаль» достаточно прозрачная отсылка к православному утоли моя печали, внутренняя рифма-повтор «моя печаль» — «моя вражда» акцентирует эти чувства, а первое слово последней строки «пресечёт» в сочетании с рифмой на слог -ду, звучащий как удар пули, придаёт чёткость образу искомой героем смерти.
Точная звукопись свиста пуль слышна и в строчке «Навстречу пулям полечу», а в эпитете «верной пули» слышен упрёк-противопоставление неверной возлюбленной.

## Критика стихотворения
Поэт Дмитрий Сухарев посчитал стихотворение неудачной попыткой стилизации под старинную солдатскую песню, противопоставив ему «уходившие в народ» фронтовые песни Льва Толстого, обратив внимание на «режущие слух» усечения последней строки в четвёртой и пятой строфах стихотворения и необычное для фольклорного текста слово «лгала» (а не «врала»).
Впрочем, не понимает смысл усечения строф и Станислав Минаков, высказывая предположение, что таким образом поэт хотел разнообразить ритмику стихотворения (что для Давида Самойлова достаточно необычно) или таким образом выразить душевный надрыв своего лирического героя (что у него в данном случае не слишком получилось). Минаков также пишет, что некоторые читатели и слушатели видят в строке «[о] любимой или о жене» ненужное противопоставление этих двух понятий.

Писатель Юрий Милославский проводит параллели между «гусарским» стихотворением Самойлова и «Завещанием» Лермонтова, начинающегося со строк
Наедине с тобою, брат,

Хотел бы я побыть:

На свете мало, говорят,

Мне остается жить!
 и кончающегося просьбой умирающего офицера, рассказать о его смерти девушке, которая скорее всего о нём даже не спросит.

## Песня
Московский бард Виктор Столяров, прочитав стихотворение в одном из номеров журнала Огонёк, положил его на музыку. Он вспоминает:

Простые, выразительные слова, что называется, зацепили. Сразу же возникла интонация, из которой и выросла незамысловатая мелодия. Было это в середине 1980-х, точно не помню, но кажется, впервые эту песню исполнил наш ансамбль «Талисман» на фестивале в г. Пущино на Оке. И тогда же Ада Якушева, рассказывая о фестивале на радиостанции «Юность», пустила в эфир эту песню. Ансамбль выступал в больших и малых залах в самых разных городах, но славой обласкан не был и известен был узкому кругу любителей авторской песни. Тем более было удивительно, что во время концертов песню «Когда мы были на войне» часто просили исполнить. Потом мне рассказывали, что эту песню слышали в самых неожиданных местах, например, её пели туристы в горах Тянь-Шаня…
В качестве казачьей песни «Когда мы были на войне…» прозвучала в таких сериалах, как «Громовы» и «Смерш». Песня известна в исполнении Пелагеи, Кубанского казачьего хора, ансамбля «Казачий круг» и множестве других (как ансамбль «Этно-Школа Традиция» и «Святы Покров») . На вышедшем в 2009 году в серии «Антология одной песни» диске она записана в 47 вариантах.

### Изменения текста исполнителями
Виктор Столяров исполняет почти канонический текст Самойлова, за исключением добавления эпитета «горьким» в последней строчке четвёртого куплета:
Я только трубочку курил

С турецким горьким табаком…
что было необходимо для сохранения размера песенной строки. Бард вспоминает, что он писал письмо Давиду Самойлову, где спрашивал разрешение это сделать. В некоторых народных вариантах песни вместо слова «горьким» включено слово «чёрным».
В народных вариантах песни подобное дополнение обычно присутствует и в следующем, пятом куплете, где поют «на молодом своём коне» (как вариант «на вороном своём коне»).
Ещё одно изменение Столярова, в отличие от первого — не прижившееся, он опускает слово «мою» в конце последней у Самойлова строфы, заменяя его более распевным исполнением слова «пресечёт». Однако словосочетание «моя вражда» показалось странным и другим исполнителям этой песни. В народных казачьих вариантах звучит:
«Что утолить печаль мою

И пресечет нашу вражду»
или
«Чтоб утолить печаль свою

И чтоб пресечь нашу вражду»
При этом в слове «нашу» ударение начинает падать на последний слог. Поэт Станислав Минаков, отмечает, что неправильного ударения (впрочем, вполне простительного для народной песни) можно было бы легко избежать в варианте «И нашу пресечет вражду», указывая на поэтическую законченность исходного авторского образа.
Став достоянием фольклора, текст песни претерпел ряд других изменений.
Так вместо авторского:
«И я бы тоже думать мог»
В казачьем варианте звучит:
«И я, конечно, думать мог…»
А вместо:
«Но сердце легкое своё

Другому другу отдала».
Звучит более привычное по народному творчеству:
«Но сердце девичье своё

Навек другому отдала».
Ещё одной популярной заменой стало «я не думал ни о ком», на «я не думал ни о чём». Авторский вариант призван подчеркнуть душевные противоречия героя, в то время как народный хотя и психологически достоверен, лирический герой действительно мог бы ни о чём не думать во время перекура перед боем, но лежит в стороне от основной сюжетной линии. Замена «ком» на «чём» как правило, из соображений рифмы, влечёт за собой замену «табаком» на «табачком». Минаков подчёркивает, что такая замена нарушает авторский замысел: у Самойлова в тексте только одна уменьшительно-ласкательная форма «трубочка».

### Финальный куплет
В конце «казачьего» варианта песни появляется написанный неизвестным автором финальный куплет, отсутствующий и у Самойлова, и у Столярова, который придаёт ей более оптимистичное звучание:
«Но только смерть не для меня,

Да, видно, смерть не для меня,

И снова конь мой вороной

Меня выносит из огня.»
Однако это не просто замена резкого, оборванно-трагического финала самойловского стиха на «хеппи-энд», герой, сам удивлённый тем, что «смерть не для него», остаётся один на один со своей душевной болью, ему самому предстоит преодолеть накопившуюся в душе вражду, и пока он этого не сделал, смерть «за други своя» не является для него достойным выходом.